# Special (Lizzo-album)
A Special című album az amerikai énekesnő, rapper Lizzo 4. stúdióalbuma, melyet a  Nice Life és az Atlantic Records jelentetett meg 2022. július 15-én, melyet az album első kislemeze, az About Damn Time című dal előzött meg, amely a Billboard Hot 100-as lista első helyezettje volt, valamint tizenkét országban a legjobb tíz közé jutott.
A kritikusok pop, funk, disco, szintipop, valamint R&B stílusú albumként írták le. A zenekritikusok pozitívan véleményezték. Az album a második helyet érte el az amerikai Billboard 200-as albumlistán, mely a legmagasabb helyezést elért album a női előadók között, illetve a legkeresettebb album volt a 2022-ben kiadott albumok között. A brit, az ausztrál, kanadai, a magyarországi és új-zélandi albumlistákon Top 10-es helyezést ért el.

## Előzmények
Lizzo 2019. április 19-én adta ki harmadik stúdióalbumát Cuz I Love You címmel. Az albumot a kritikusok elismerően fogadták, és a Billboard 200-as lista 4. helyére került. Az albumot a 62. Grammy-díjátadón az év albumának jelölték, amely hozzájárult ahhoz, hogy Lizzo kapta a legtöbb jelölést a díjátadón. Az album a Best Contemporary album díját is elnyerte.
2020 októberében Lizzo bejelentette, hogy negyedik stúdió albumának munkálatai a végéhez közelednek, mondván, "még néhány dalt kell írnia". 2021 januárjában az amerikai énekes SZA megerősítette, hogy új anyagot hallott Lizzótól. 2021 augusztusában Lizzo bejelentette, hogy a Rumors című dala két év után augusztus 13-án jelenik meg. A kislemezen az amerikai rapper, énekes és dalszerző Cardi B is szerepel.
A South by Southwest fesztiválon 2022 márciusában Lizzo bejelentette, hogy elkészült új albuma, és hamarosan megjelenik. "Nagyon keményen dolgoztam rajta, szóval jó lesz, jobb". – mondta.

## Felvételek
Az album felvételei már 2018-ban elkezdődtek, de az album dalait csak 2021 szeptemberében kezdték el rögzíteni, melyet 2022 márciusában fejeztek be.
Zane Lowe-nak az Apple Music 1 rádiónak adott interjújában Lizzo elmondta, hogy az album eredeti címe: In Case Nobody Told You lett volna, azonban Max Martin segített "újrastruktúrálni" a "Special" című dalt, melynek következtében megváltoztatták az album címét.
Egy másik interjúban 2022 júliusában Lizzo a "Coldplay" című dal eredetéről beszélt, melyben feltűnt a Coldplay énekese Chris Martin is az interjú során. A dal Lizzo monológját tartalmazza, melyben egy nemrégiben töltött nyaralásról beszél, amikor valakivel volt, és csak a csillagokat nézte. "Vele voltam és énekeltem a "Yellow" című Coldplay dalt".

## Promóció
2022. március 21-én Lizzo előadta az "About Damn Time" című dalt James Corden Late Night Show című műsorában, melynek a megjelenési dátuma április 14. volt. Nem sokkal a dal, és a hozzá tartozó videoklip megjelenése után Lizzo hivatalosan is bejelentette negyedik stúdióalbumának megjelenési dátumát, mely július 15. volt.
Július 6-án Lizzo felfedte Instagram fiókjában az album számainak listáját, megmutatva a bakelit kiadás hátsó borítóját.

## Kislemezek
Az album vezető kislemeze, az About Damn Time 2022. április 14-én jelent meg. A dal kereskedelmi sikert aratott, az Egyesült Államokban a Billboard Hot 100-as lista első helyezettje lett, valamint hét másik országban is a legjobb 3 helyezett között volt.
2022. július 18-án a 2 Be Loved (Am I Ready) az album második kislemezeként jelent meg, melyet az olasz rádió játszott le, majd augusztus 1-én az amerikai Hot Adult Contemporary rádió, a Contemporary Hit rádió, valamint a Rhytmic contemporary rádió játszották le augusztus 2-án.

### Promóciós kislemez
A Grrrls című dal 2022. június 10-én jelent meg az album első promóciós kislemezeként.

## Turné
2022. április 25-én Lizzo bejelentette, hogy az album népszerűsítése érdekében turnére indul, mely 2022. szeptember 23-án kezdődik a floridai Sunrise-ban, és 2022. november 19-én ér véget a kaliforniai Inglewoodban. A turné nyitó előadója a rappeer Latto lesz.

## Kritikák

### Fogadtatás
| Értékelések          |           |
| Értékelő             | Értékelés |
| ADM                  | 7.1/10    |
| MC                   | 78/100    |
| AllMusic             | [ 22 ]    |
| The Daily Telegraph  | [ 23 ]    |
| Evening Standard     | [ 24 ]    |
| The Guardian         | [ 25 ]    |
| The Independent      | [ 26 ]    |
| The Line of Best Fit | 6/10      |
| NME                  | [ 28 ]    |
| Pitchfork            | 6.4/10    |

Az album kedvező kritikákat kapott megjelenésekor. A Metacritic maximális 100 pontjából az album 78 pontot ért el a mainstream kritikusok által, mely általában kedvező kritikákat jelez.
David Smyth az Evening Standardnak írt cikkében kifejti, hogy az album ezúttal egy idősebb generációt is eltalált. A dallamok között sok a 70-es évek diszkó stílusa, és a 80-as évek szinti-popja, majd hozzátette: "Nyilvánvaló, hogy ő már nem kívülálló, az ő világa, és szerencsések vagyunk, hogy ebben élhetünk. A The Independent egyik cikkében Helen Brown lektor rámutatott, hogy a "Special" tele van szeretettel, és hálával, a barátok, a család, a szerelmesek, és a rajongók felé, majd hozzátette, hogy Lizzo rap flow-ja iszonyatos szakítószilárdsággal bír, majd azt mondta, hogy éneklés közben öv, és lélegzetelállító hatással van. A Special pokolian jó. Nick Levine (NME) ötből négy csillaggal jutalmazta az albumot, és megfigyelte Lizzo túlnyomóan pozitív üzenetét. "A "Special" néha kissé ciki, majd mielőtt arra a következtetésre jutott, hogy Lizzo pontosan tudja, ki ő, egy előadó, és amit el akar érni az, hogy ő egy rossz kurva, akinek hihetetlen tehetsége van abban, hogy jól érezze magát az emberekben". Az album vegyesebb fogadtatásban részesült Sam Franzini által, aki úgy vélekedett, hogy a "Special" dala közül a legtöbb dalon popfény árad át, eltüntetve a ráncokat, vagy a szerencsétlenségeket, eltávolítva azt, amitől Lizzo dalai kezdetben megnyerőek lettek. A PopMatters két ellentétes kritikát tett közzé az albumról. John Amen 7/10-re értékelte az albumot, és megjegyezte, hogy az album éppúgy a Twitter, az Instagram és a Facebook kozmosz ünneplése, mint egy személyes poszt. Nick Malon 4/10-re pontozta az albumot, és azt írta: "A Special akkora csalódás, mert hallhatod, hogy Lizzo milyen jobb albumot is tud készíteni".

### Vita a szóválasztás körül
A "Grrls" című dal vitákat váltott ki, mert a "Spaz" szót használja a szövegben: "I'mma spaz /Mindjárt kiütök valakit". A fogyatékossággal élők jogvédői a "spaz" kifejezést sértő, rágalmazásnak tekintették, és felszólították Lizzót, hogy távolítsa el a dalt. Egyes internetfelhasználók azt állították, hogy a "spaz" kifejezést másképp használják az afro-amerikai köznyelvben, és ez egyet jelent a "freaking out" szóval, de az Egyesült Királyságban és az Egyesült Államokban a fogyatékkal élők szervezetei bírálták a használatát. Nem sokkal ezután Lizzo bocsánatot kért, és kiadta a dal frissített változatát, és kijelentette: "Soha nem akarok lekicsinylő nyelvezetet hirdetni". A frissített dalszöveg az "I'mma spaz" helyett a "Hold me back"-re cserélődött.

### Helyezések
| Kiadvány      | Lista                       | Helyezés | Ref.   |
| ------------- | --------------------------- | -------- | ------ |
| Rolling Stone | The 100 Best Albums of 2022 | 91       | [ 37 ] |

## Sikerek
Az Egyesült Államokban a "Special" a második helyen debütált az amerikai Billboard 200-as listán, és a megjelenést követő első héten 69.000 példányt értékestettek, mellyel Lizzo eddigi legmagasabb listán szereplő albuma lett. 2022-ben ez volt a női előadók általi legmagasabb slágerlistás helyezést elért album, valamint a megkeresett kereskedelmi egységek által értékesített kiadvány, a női előadók által megjelent albumok között, amíg Beyoncé "Renaissance" című albuma meg nem előzte.

## Számlista
| Special számlista | Special számlista       | Special számlista                            | Special számlista | Special számlista | Special számlista | Special számlista | Special számlista | Special számlista | Special számlista |
| #                 | Cím                     | Producer(ek)                                 | Hossz             |                   |                   |                   |                   |                   |                   |
| ----------------- | ----------------------- | -------------------------------------------- | ----------------- | ----------------- | ----------------- | ----------------- | ----------------- | ----------------- | ----------------- |
| 1.                | The Sign                | Ricky Reed Phoelix                           | 2:45              |                   |                   |                   |                   |                   |                   |
| 2.                | About Damn Time         | Reed Slatkin Terrace Martin Sablon:Ref       | 3:11              |                   |                   |                   |                   |                   |                   |
| 3.                | Grrrls                  | Slatkin Pop Wansel Martin ILYA Benny Blanco  | 2:01              |                   |                   |                   |                   |                   |                   |
| 4.                | 2 Be Loved (Am I Ready) | Martin Savan Kotecha ILYA                    | 3:07              |                   |                   |                   |                   |                   |                   |
| 5.                | I Love You Bitch        | Slatkin Fedi                                 | 2:28              |                   |                   |                   |                   |                   |                   |
| 6.                | Special                 | Wansel Kirkpatrick Daoud Martin              | 2:54              |                   |                   |                   |                   |                   |                   |
| 7.                | Break Up Twice          | Ronson Reed Sablon:Ref                       | 2:56              |                   |                   |                   |                   |                   |                   |
| 8.                | Everybody's Gay         | Wansel Kirkpatrick Reed Mercereau Sablon:Ref | 3:35              |                   |                   |                   |                   |                   |                   |
| 9.                | Naked                   | Wansel Kirkpatrick Reed Sablon:Ref           | 3:00              |                   |                   |                   |                   |                   |                   |
| 10.               | Birthday Girl           | The Monsters and the Strangerz               | 3:07              |                   |                   |                   |                   |                   |                   |
| 11.               | If You Love Me          | Kid Harpoon Mercereau                        | 3:11              |                   |                   |                   |                   |                   |                   |
| 12.               | Coldplay                | Reed Quelle Chris Chris Keys                 | 2:55              |                   |                   |                   |                   |                   |                   |
| 35:16             |                         |                                              |                   |                   |                   |                   |                   |                   |                   |

| Japanese bonus track | Japanese bonus track                         | Japanese bonus track | Japanese bonus track | Japanese bonus track | Japanese bonus track | Japanese bonus track | Japanese bonus track | Japanese bonus track | Japanese bonus track |
| #                    | Cím                                          | Hossz                |                      |                      |                      |                      |                      |                      |                      |
| -------------------- | -------------------------------------------- | -------------------- | -------------------- | -------------------- | -------------------- | -------------------- | -------------------- | -------------------- | -------------------- |
| 13.                  | About Damn Time (Purple Disco Machine remix) | 3:39                 |                      |                      |                      |                      |                      |                      |                      |
| 38:55                |                                              |                      |                      |                      |                      |                      |                      |                      |                      |

| Apple Music bonus track | Apple Music bonus track           | Apple Music bonus track | Apple Music bonus track | Apple Music bonus track | Apple Music bonus track | Apple Music bonus track | Apple Music bonus track | Apple Music bonus track | Apple Music bonus track |
| #                       | Cím                               | Hossz                   |                         |                         |                         |                         |                         |                         |                         |
| ----------------------- | --------------------------------- | ----------------------- | ----------------------- | ----------------------- | ----------------------- | ----------------------- | ----------------------- | ----------------------- | ----------------------- |
| 13.                     | A Very Special Message from Lizzo | 1:39                    |                         |                         |                         |                         |                         |                         |                         |
| 36:55                   |                                   |                         |                         |                         |                         |                         |                         |                         |                         |

## Slágerlista

### Weekly charts
| Slágerlista (2022)                            | Legmagasabb helyezés |
| --------------------------------------------- | -------------------- |
| Ausztrália (ARIA Top 50 Albums)               | 2                    |
| Ausztria (Ö3 Austria Top 40)                  | 17                   |
| Belgium (Ultratop Flandria)                   | 42                   |
| Belgium (Ultratop Vallónia)                   | 43                   |
| Kanada (Billboard Canadian Albums Chart)      | 3                    |
| Dánia (Hitlisten Album Top 40)                | 27                   |
| Hollandia (Dutch Charts Album Top 100)        | 13                   |
| Finnország (Musiikkituottajat Albumit Top 50) | 36                   |
| Franciaország (SNEP Album Top 100)            | 48                   |
| Németország (Offizielle Top 100)              | 18                   |
| Magyarország (MAHASZ Top 40 albumlista)       | 6                    |
| Írország (IRMA Top 100 Artist Album)          | 11                   |
| Olaszország Italian Albums (FIMI)             | 38                   |
| Japán Japanese Digital Albums (Oricon)        | 19                   |
| Japán Japanese Hot Albums (Billboard Japan)   | 65                   |
| Új-Zéland New Zealand Albums (RMNZ)           | 3                    |
| Norvégia (VG-lista Album Top 40)              | 16                   |
| Egyesült Királyság (Scottish Albums)          | 11                   |
| Spanyolország (PROMUSICAE Top 100 Álbumes)    | 54                   |
| Svédország Swedish Albums (Sverigetopplistan) | 34                   |
| Svájc (Schweizer Hitparade Top 100 Albums)    | 14                   |
| Egyesült Királyság (UK Albums Chart)          | 6                    |
| USA Billboard 200                             | 2                    |
| USA Top Tastemaker Albums (Billboard)         | 2                    |

### Év végi összesítés
| Slágerlista (2022)                         | Helyezés |
| ------------------------------------------ | -------- |
| Amerikai Egyesült Államok US Billboard 200 | 160      |

## Díjak
| Régió                                                            | Minősítés | Eladott példányszám |
| ---------------------------------------------------------------- | --------- | ------------------- |
| Kanada (Music Canada)                                            | arany     | 40 000‡             |
| ‡ Eladási+streaming példányszámok kizárólag a minősítés alapján. |           |                     |

## Megjelenések
| Régió     | Dátum               | Formátum                                   | Label              | Ref.   |
| --------- | ------------------- | ------------------------------------------ | ------------------ | ------ |
| Különböző | 2022. július 15.    | Kazetta CD Digitális letöltés streaming LP | Nice Life Atlantic | [ 65 ] |
| Japán     | 2022. augusztus 31. | CD                                         | Warner Music Japan | [ 66 ] |